# 霍尔迪·卡拉法特
霍尔迪·卡拉法特（西班牙語：Jordi Calafat，1968年6月27日—），西班牙男子帆船运动员。他曾代表西班牙参加1992年和1996年夏季奥林匹克运动会帆船比赛，其中1992年奥运会获得一枚金牌。